# Kirari
Kirari (キラリ?) è il quinto album dei Dazzle Vision. È stato pubblicato il 3 giugno 2011.

## Il disco
È il primo album col chitarrista John.
Per promuovere l'album, esso venne preceduto da due singoli digitali: Sakura (桜?) (pubblicato il 23 febbraio 2011) e REASON (pubblicato il 30 marzo); un altro singolo, Kirari (キラリ?), fu pubblicato il 14 aprile. Poco dopo l'uscita gli fecero seguito un video promozionale, girato per la canzone Like I'm not real.

## Lista tracce
1. Kirari (キラリ?) (Maiko) – 5:07
2. REASON (Dazzle Vision) – 3:03
3. Like I'm not real (Maiko, Haru) – 3:07
4. Barabara-u (バラバラ雨?) (Dazzle Vision) – 3:23
5. ∞ (Maiko)  – 1:40
6. Miss Cinderella 2 (Dazzle Vision) – 3:37
7. One for all, All for one (Takuro) – 4:19
8. 1 2 Tsuki (１２月?) (Dazzle Vision) – 3:54
9. ZERO (ゼロ?) (Maiko, John, Takuro) – 3:38
10. CONTINUE (Maiko) – 1:29
11. Tsuki to Taiyō (月と太陽?) (John, Maiko) – 3:58
12. Sakura (桜?) (Maiko) – 4:44

## Formazione
- Maiko – voce
- John – chitarra
- Takuro – basso, tastiere
- Haru – batteria